# Ranunculus pseudopygmaeus
Ranunculus pseudopygmaeus är en ranunkelväxtart som beskrevs av Hand.-mazz.. Ranunculus pseudopygmaeus ingår i släktet ranunkler, och familjen ranunkelväxter. Inga underarter finns listade i Catalogue of Life.